# Narcine brevilabiata
Narcine brevilabiata  (лат.) — вид скатов рода нарцин семейства лат. Narcinidae отряда электрических скатов. Это хрящевые рыбы, ведущие донный образ жизни, с крупными, уплощёнными грудными и брюшными плавниками в форме диска, выраженным хвостом и двумя спинными плавниками. Они способны генерировать электрический ток. Обитают северо-западной и северо-восточной части Тихого океана на глубине до 49 м. Максимальная зарегистрированная длина 25,7 см. 

## Таксономия
Впервые вид был научно описан в 1966 году. Голотип утрачен. Видовое название происходит от слов лат. brevis — «короткий»
и лат. labium — «губа» и объясняется тем, что у этих скатов кожные лопасти, обрамляющие ноздри, короче по сравнению с нарциной Narcine prodorsalis, описанной тем же автором. Возможно, этот вид является синонимом пятнистой нарцины.

## Ареал
Narcine brevilabiata обитают в северо-западной и северо-восточной части Тихого океана у берегов Китая, Малайзии, Таиланда и Вьетнама. Эти скаты встречаются на мелководье на глубине до 49 м, а по другим данным от 41 до 70 м в открытом море на континентальном шельфе. 

## Описание
У этих скатов овальные и закруглённые грудные и брюшные диски и короткий хвост. Имеются два спинных плавника. У основания грудных плавников перед глазами сквозь кожу проглядывают электрические парные органы в форме почек, которые тянутся вдоль тела до конца диска.  Длина хвоста не превышает длину диска. Первый спинной плавник крупнее второго. Передняя часть брюшных плавников расширена в виде двух лопастей, тогда как задние края вогнуты. Зубные полоски имеют вид треугольников, верхняя шире нижней. Дорсальная поверхность тела покрыта мелкими тёмными пятнышками, имеется несколько крупных отметин. Хвост также покрыт пятнами.

## Биология
Нарцины являются донными морскими рыбами, они размножаются яйцеживорождением, эмбрионы вылупляются из яиц в утробе матери. Размер половозрелых самцов колеблется в зависимости от места обитания. В Сиамской заливе эта длина составляет 23 см, а в водах Вьетнама 25,7 см.

## Взаимодействие с человеком
Эти скаты не представляют интереса для коммерческого рыбного промысла. В их ареале ведётся активное рыболовство, поэтому они попадаются в качестве прилов при коммерческом промысле креветок методом траления. Международный союз охраны природы присвоил этому виду статус «Уязвимый».